# TuS Haltern
Der Turn- und Sportverein Haltern am See von 1882 e. V., allgemein bekannt als TuS Haltern, ist ein Sportverein aus Haltern am See. Er war die Anfangsstation mehrerer Spieler und Trainer der Fußball-Bundesliga. Neben der Fußballabteilung, die circa die Hälfte der 1000 Vereinsmitglieder stellt, gibt es noch Abteilungen für Leichtathletik, Breitensport, Gymnastik, Tennis, Tischtennis und Surfen sowie einen Lauftreff. Tennis und Tischtennis haben wie die Fußballabteilung Wettkampfmannschaften.

## Geschichte
Die Geschichte des TuS Haltern ist eng mit der Geschichte des ATV Haltern und der Halterner Feuerwehr verbunden. Am 22. Oktober 1882 wurde der Ursprungsverein aller drei als Turner Feuerwehr Haltern e. V. gegründet. Schwerpunkt nach der Gründung war das Turnen. 1907 kam der Bereich Fußball hinzu, zunächst als lockere Gruppe „Spiel und Sport Haltern“. 1914 dann als erster dauerhafter Fußballverein „Edelweiß“. Nach dem Ersten Weltkrieg schlossen sich verschiedene Sportgruppen zusammen: Fußball, Leichtathletik und Turnen waren die bevorzugten Sportarten. 1930 kam auch eine Handballabteilung dazu. Im Jahr 1937 wurden alle Halterner Sportvereine unter dem Namen Turn- und Sportverein Haltern von 1882 vom NS Reichsbund für Leibesübungen zusammengeschlossen.
Erst 1951 wurden sie als TuS, ATV und Freiwillige Feuerwehr wiedergegründet. Zwischen 1952 und 1956 spielte die Fußballabteilung des Klubs in der seinerzeit drittklassigen Landesliga Westfalen. Streitpunkt war lange Zeit das Recht den Zusatz „von 1882“ zu tragen. Diese Streitigkeiten wurden bis 1982 beigelegt, so dass alle drei Vereine zusammen ihr einhundertstes Jubiläum in der Halterner Innenstadt feierten.
Von 2008 bis 2019 wurde der TuS Haltern am See von seinem ehemaligen Spieler Christoph Metzelder finanziell unterstützt. Nach einer Finanzspritze zur Abwendung der Insolvenz wurde ein Unterstützerteam gebildet, das sich neben der wirtschaftlichen Sanierung um die Verbesserung der Trainingsbedingungen (Sportplatz, Trainerausbildung mit DFB-Lizenzen), eine verstärkte Öffentlichkeitsarbeit (Werbekampagne, Vernetzung über soziale Medien wie Facebook oder Twitter) und intensiv um die Jugendarbeit kümmert. Die deutschlandweit erste Werbekampagne eines Bezirksligavereins – „Tu’s Haltern“ – erlangte beim Marketingpreis des Sports 2010 den 2. Platz. Die Stauseekampfbahn bekam 2009 einen Kunstrasenplatz. Im Jahre 2016 gelang dem TuS Haltern der Aufstieg in die sechstklassige Westfalenliga nur äußerst knapp, denn man profitierte von der besseren Tordifferenz gegenüber dem punktgleichen BSV Roxel. Im Oktober 2016 startete der TuS die Kampagne „Wahrer Fußball statt Ware Fußball“ für mehr Aufmerksamkeit für den Amateurfußball. Ein Jahr später stieg der TuS in die Oberliga Westfalen auf, und vollzog 2019 den Sprung in die viertklassige Regionalliga West. Nach dem coronabedingten Abbruch der Spielzeit 2019/20 entschied sich der Verein, trotz sportlichem Klassenerhalt, freiwillig in die Oberliga Westfalen zurückzukehren und fortan vorrangig auf lokale Spieler zu setzen. Das „Bilbao-Konzept“, nach dem Vorbild des spanischen Erstligisten Athletic Bilbao, verpflichtet den Verein dazu, in der Saison 2020/21 auf mindestens 50 Prozent „Local Player“, also Spieler, die aus Haltern stammen oder dort ausgebildet wurden, im Kader zu haben. Zur Spielzeit 2021/22 sollen es sogar 75 Prozent sein. 2022 stieg der TuS Haltern aus der Oberliga Westfalen in die Westfalenliga ab. Nach zwei Abstiegen in Folge kam der Verein 2025 in der Bezirksliga an.

## Platzierungen seit 1990 – 1. Mannschaft
Grün unterlegte Platzierungen kennzeichnen einen Aufstieg, rot unterlegte einen Abstieg.
| Saison  | Liga                            | Platz | S  | U  | N  | Tore  | Differenz | Punkte |
| ------- | ------------------------------- | ----- | -- | -- | -- | ----- | --------- | ------ |
| 1989/90 | Bezirksliga 11 Westfalen        | 1.    | 16 | 11 | 3  | 57:30 | +27       | 43:17  |
| 1990/91 | Landesliga Westfalen 4          | 11.   | 9  | 6  | 15 | 33:50 | -17       | 24:36  |
| 1991/92 | Landesliga Westfalen 4          | 11.   | 7  | 14 | 11 | 40:47 | -7        | 28:36  |
| 1992/93 | Landesliga Westfalen 4          | 13.   | 5  | 11 | 14 | 52:71 | -19       | 21:39  |
| 1993/94 | Landesliga Westfalen 4          | 14.   | 6  | 12 | 12 | 44:53 | -9        | 24:36  |
| 1994/95 | Landesliga Westfalen 4          | 11.   | 10 | 7  | 13 | 60:73 | -13       | 27:33  |
| 1995/96 | Landesliga Westfalen 4          | 13.   | 7  | 3  | 16 | 31:60 | -29       | 24     |
| 1996/97 | Landesliga Westfalen 4          | 14.   | 7  | 6  | 15 | 45:59 | -14       | 27     |
| 1997/98 | Bezirksliga Westfalen 11        | 13.   | 9  | 9  | 12 | 49:62 | -13       | 36     |
| 1998/99 | Bezirksliga Westfalen 11        | 7.    | 12 | 7  | 11 | 61:59 | 2         | 43     |
| 1999/00 | Bezirksliga Westfalen 11        | 7.    | 13 | 6  | 11 | 59:50 | 9         | 45     |
| 2000/01 | Bezirksliga Westfalen 11        | 11.   | 11 | 7  | 12 | 60:63 | -3        | 40     |
| 2001/02 | Bezirksliga Westfalen 11        | 12.   | 8  | 7  | 15 | 55:68 | -13       | 31     |
| 2002/03 | Bezirksliga Westfalen 11        | 12.   | 10 | 05 | 15 | 39:60 | -21       | 35     |
| 2003/04 | Bezirksliga Westfalen 11        | 10.   | 10 | 10 | 10 | 45:39 | 0+6       | 40     |
| 2004/05 | Bezirksliga Westfalen 11        | 12.   | 08 | 11 | 11 | 45:60 | -15       | 35     |
| 2005/06 | Bezirksliga Westfalen 12        | 14.   | 06 | 05 | 17 | 37:70 | -33       | 23     |
| 2006/07 | Bezirksliga Westfalen 12        | 08.   | 12 | 05 | 13 | 49:38 | +11       | 41     |
| 2007/08 | Bezirksliga Westfalen 12        | 07.   | 09 | 10 | 11 | 55:53 | 0+2       | 37     |
| 2008/09 | Bezirksliga Westfalen 12        | 02.   | 15 | 06 | 07 | 58:40 | +18       | 51     |
| 2009/10 | Bezirksliga Westfalen 12        | 01.   | 21 | 04 | 05 | 75:25 | +50       | 67     |
| 2010/11 | Landesliga Westfalen 4          | 07.   | 13 | 08 | 09 | 47:39 | 0+8       | 47     |
| 2011/12 | Landesliga Westfalen 4          | 03.   | 15 | 08 | 07 | 50:30 | +20       | 53     |
| 2012/13 | Westfalenliga 1                 | 14.   | 06 | 10 | 14 | 39:51 | -12       | 28     |
| 2013/14 | Landesliga Westfalen 4          | 03.   | 14 | 09 | 07 | 53:38 | +15       | 51     |
| 2014/15 | Landesliga Westfalen 4          | 08.   | 14 | 05 | 11 | 51:48 | 0+3       | 47     |
| 2015/16 | Landesliga Westfalen 4          | 01.   | 18 | 05 | 05 | 50:15 | +35       | 59     |
| 2016/17 | Westfalenliga 1                 | 01.   | 19 | 06 | 05 | 63:28 | +35       | 63     |
| 2017/18 | Oberliga Westfalen              | 05.   | 17 | 03 | 10 | 44:36 | 0+8       | 54     |
| 2018/19 | Oberliga Westfalen              | 02.   | 21 | 07 | 06 | 63:26 | +37       | 70     |
| 2019/20 | Regionalliga West               | 14.   | 06 | 05 | 12 | 28:47 | -19       | 23     |
| 2020/21 | Oberliga Westfalen (annulliert) | /     | /  | /  | /  | /     | /         | /      |
| 2021/22 | Oberliga Westfalen              | 19.   | 4  | 3  | 13 | 24:40 | -16       | 15     |
| 2022/23 | Westfalenliga 1                 | 13.   | 6  | 8  | 14 | 37:61 | -24       | 26     |
| 2023/24 | Westfalenliga 1                 |       |    |    |    |       |           |        |

## Sportliche Erfolge
- Aufstieg in die Regionalliga West: 2019
- Aufstieg in die Oberliga Westfalen: 2017
- Aufstieg in die Verbandsliga Westfalen / Westfalenliga: 1979, 2012, 2016
- Aufstieg in die Landesliga Westfalen: 1958, 1978, 1990, 2010
- Kreispokal-Sieger: 2017, 2018

## Persönlichkeiten
- Christian Alder
- Jörg Breski
- Benedikt Höwedes
- Dietmar Hamann
- Christoph Metzelder
- Malte Metzelder
- Peter Neururer
- Sérgio Pinto
- Wolfram Wuttke